# Impérialisme culturel
L'impérialisme culturel est une manière de modifier les modes de vie pour les faire ressembler à celui de la culture dominante. Cela se pratique de manière explicite ou implicite, par assimilation d'une population dominée en lui imposant un système éducatif, de la musique, des productions cinématographiques, et tout autres média ou systèmes organisationnels susceptibles d'imposer le mode de pensée et de consommation d'une culture dominante. L'impérialisme culturel, est en ce sens un outil idéologique propice à l'établissement d'une hégémonie culturelle, grâce à la transmission d'idéologies, qui instaurent un sentiment de supériorité de la culture dominante et le mépris de la culture dominée.
Dans un contexte de mondialisation et d'internationalisation et de guerre économique, l'impérialisme culturel se manifesterait par la recherche d'influences socioculturelles. En résumé, l’impérialisme culturel peut se définir comme « la pénétration et la domination systématiques des systèmes de communication et des systèmes informels des autres nations, des établissements d'enseignement, des arts, des organisations religieuses, des syndicats, des élections, des habitudes de consommation et des modes de vie. »,.

## États-Unis
L'American way of life serait considéré aujourd'hui comme le mode de vie exerçant le plus sa domination culturelle sur le monde. Celui-ci se marquerait par plusieurs vecteurs, parmi lesquels la diffusion linguistique, l'informatique, la musique, le cinéma, la restauration rapide et les marques.
- la pratique de l'anglais dans le monde (artistique, économique, scientifique…) ;
- la suprématie dans le domaine de l'informatique (principaux fournisseurs de matériel informatique, de logiciels bureautiques, et de moteurs de recherche) ;
- la prépondérance de la musique anglo-saxonne ;
- les films américains (Hollywood notamment) et les séries télévisées ont également une dimension internationale (près de la moitié des films à l'affiche en Europe sont américains et cette proportion monte jusqu'à 70–80 % en Allemagne et en Angleterre). Ils sont servis par les plus gros budgets et ont souvent un succès plus important auprès du public. Les séries télévisées américaines sont aussi très diffusées. Une politique commerciale astucieuse, visant à rentabiliser la production grâce à sa diffusion aux États-Unis, permet ensuite de la proposer pour des prix compétitifs dans les autres pays ;
- la diffusion de la restauration rapide : McDonald's, KFC, Burger King…
- l'exportation de grandes marques reconnues mondialement : Coca-Cola, Levi's, Nike, Microsoft, Apple… Cette diffusion a participé à la diffusion d'un style de vie « américain » à travers le monde.

## URSS
L'URSS a exercé un fort impérialisme culturel sur les pays du bloc de l'Est pendant toute la période de la Guerre froide.